# Maślice Małe

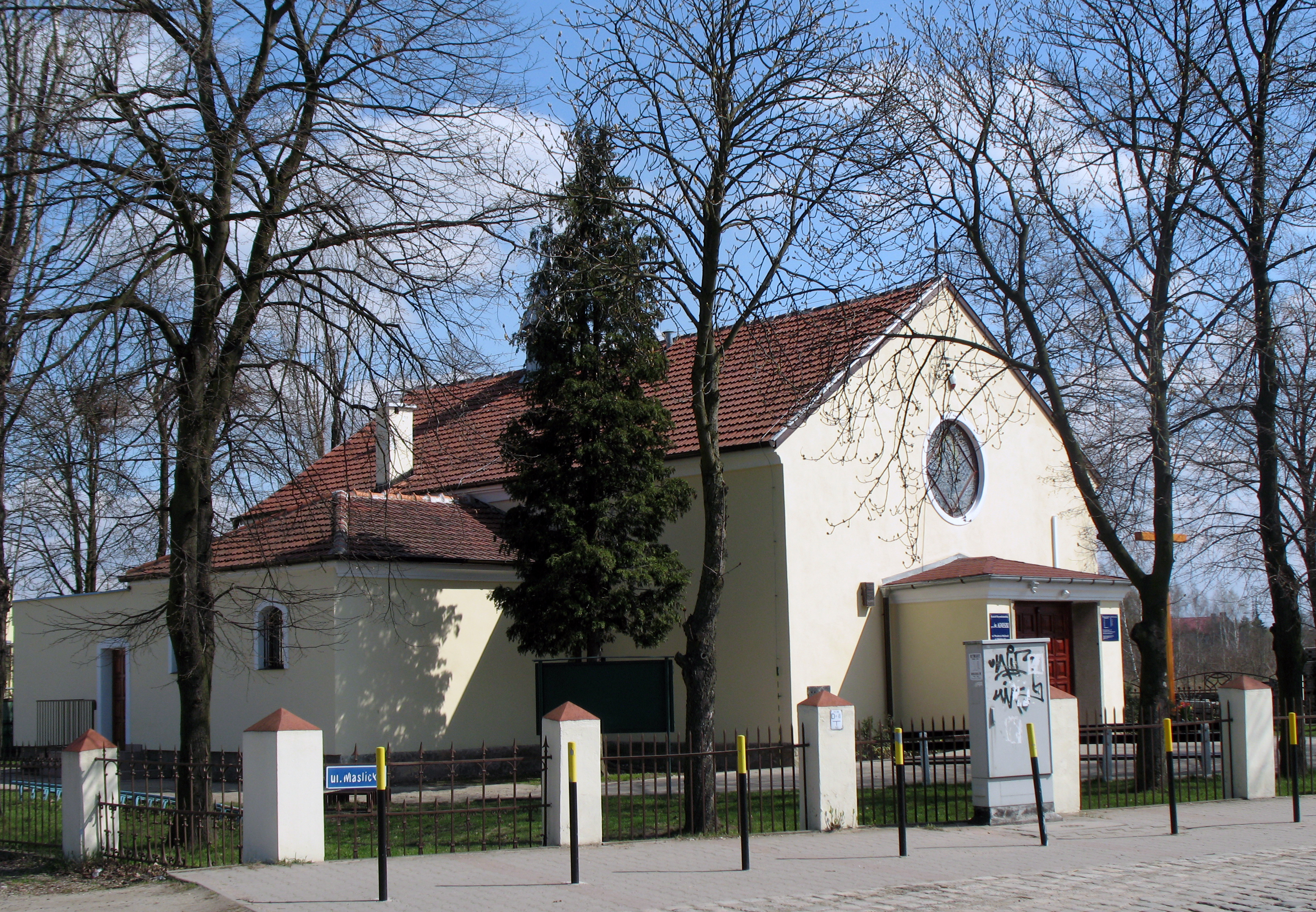
Kościół św. Agnieszki w Maślicach Małych

Maślice Małe (niem. Klein Masselwitz) - jedna z dwóch części wrocławskiego osiedla Maślice, w dzielnicy Fabryczna. Druga część, położona dalej na północ to Maślice Wielkie, linią graniczną jest w przybliżeniu ulica Potokowa i równoleżnikowy odcinek ulicy Maślickiej. Niegdyś wieś, przyłączona do Wrocławia w roku 1928.
Po raz pierwszy wzmiankowane w 1630, chociaż podział na Maślice Małe i Wielkie jest dużo wcześniejszy, bo już w 1301 istniał tu folwark. W 1845 było tu 244 mieszkańców i funkcjonowała hodowla zwierząt (1200 owiec i 160 sztuk bydła).
Ważniejsze obiekty:
- Dom Pomocy Społecznej dla osób przewlekle chorych[2], ul. Rędzińska 66/68, działający tu od 1971
- Kościół pw. św. Agnieszki[3], Al. Śliwowa 3; zbudowany w latach 1933-36, zniszczony w czasie wojny i odbudowany w 1947